# رودخانه شاوور

رود شاوور

رودخانهٔ شاوور یا شائور شهرستان شوش یکی از رودخانه‌های جاری در استان خوزستان ایران است.

## مکان گذر
این رودخانه در هیجده کیلومتری شمال‌غرب شهر شوش در کناره شرقی روستای جریه (قریه سید احمد) از به هم پیوستن چند چشمه به هم تشکیل می‌شود. رودخانه شاوور، در مسیر شمال به جنوب، پس از گذشتن و تقسیم دو شهر شوش به دو بخش شرقی و غربی، به موازات جاده اهواز به اندیمشک و عبور از خیرآباد عبدالخان میان دو رودخانه کرخه و دز به حرکت ادامه می‌دهد و سرانجام پس از طی کردن مسافتی شصت و پنج تا هفتاد کیلومتری، به رودخانه دز می‌ریزد.
این رود همچنین یکی از منابع تغذیه‌کننده تالاب بامدژ است که با طغیان‌های فصلی در نیمه دوم سال تأثیر مهمی بر حیات تالاب مذکور دارد.

## دیگر نام‌ها
این رودخانه را عده شاه‌هور به معنای هورِ شاه و برخی دیگر شاهپور، می‌نامند.

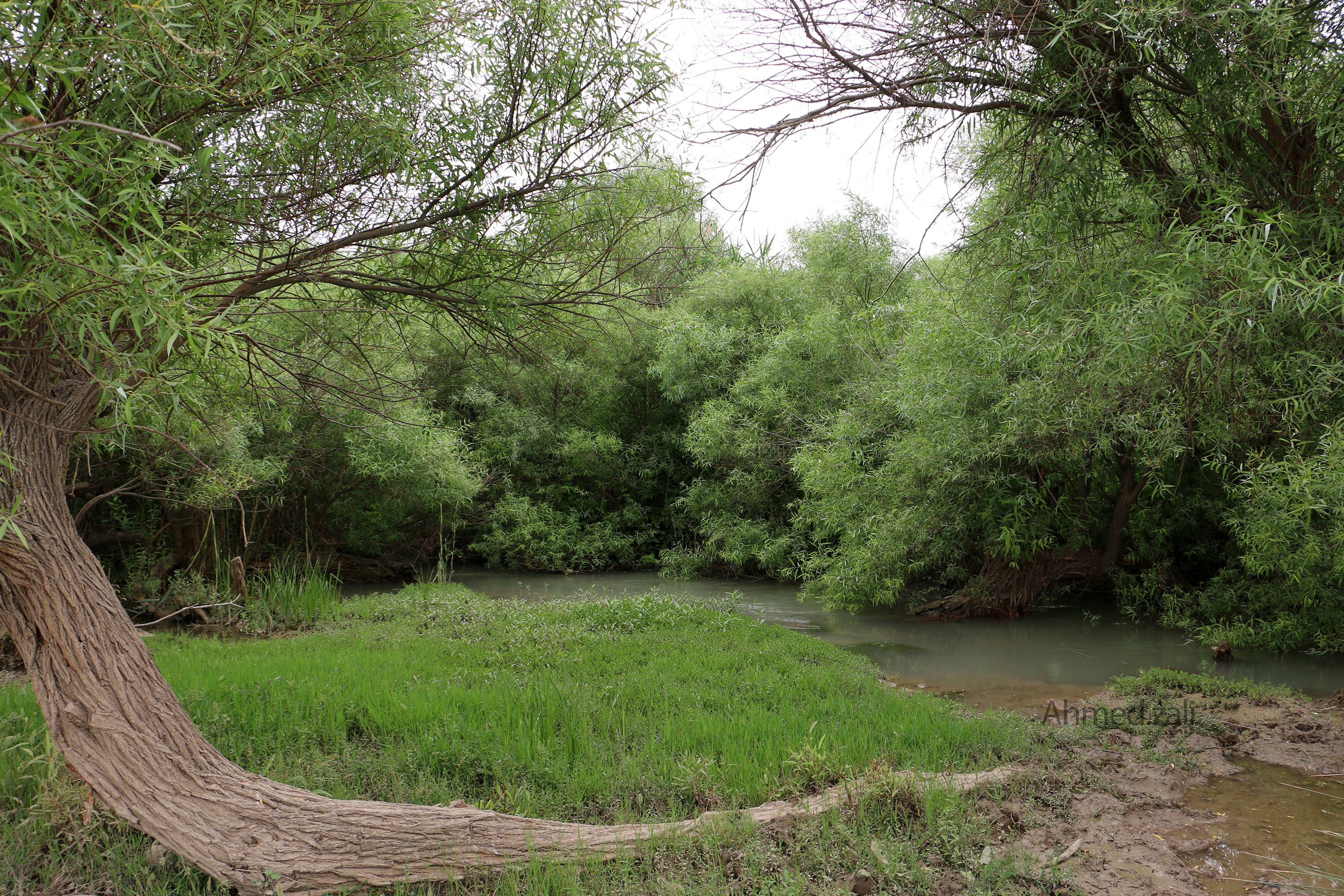
بیشه زار بید- رود شاوور

## جغرافیا
در اسناد تاریخی از رودخانه شاوور به عنوان یکی از قدیمی‌ترین رودخانه‌های باستانی کشور نام برده شده است. اراضی اطراف آن از قدیم الایام به دلیل ارتفاع کم نسبت به رودخانه، به راحتی امکان آبیاری داشته‌اند.
طی گذشت سالیان دراز، بستر رودخانه بر اثر فرسایش زیاد پایین آمد و امکان آبیاری اراضی با مشکل مواجه گردید. در حدود سال ۱۳۰۰ به دلیل پایین آمدن بستر رودخانه و عدم وجود دانش مهندسی کافی، که مردم منطقه بشدت با مشکل کمبود آب روبرو شدند به‌طوری‌که در سال ۱۳۱۴ تصمیم به ساخت دو سد در منطقه اتخاذ شد. در سال ۱۳۱۹ سدهای شاوور و خیرآباد مورد بهره‌برداری قرار گرفتند. اراضی آبخور رود شاوور عموماً در پایین دست پل شاوور و در منطقه عبدالخان و آهودشت قرار دارد.

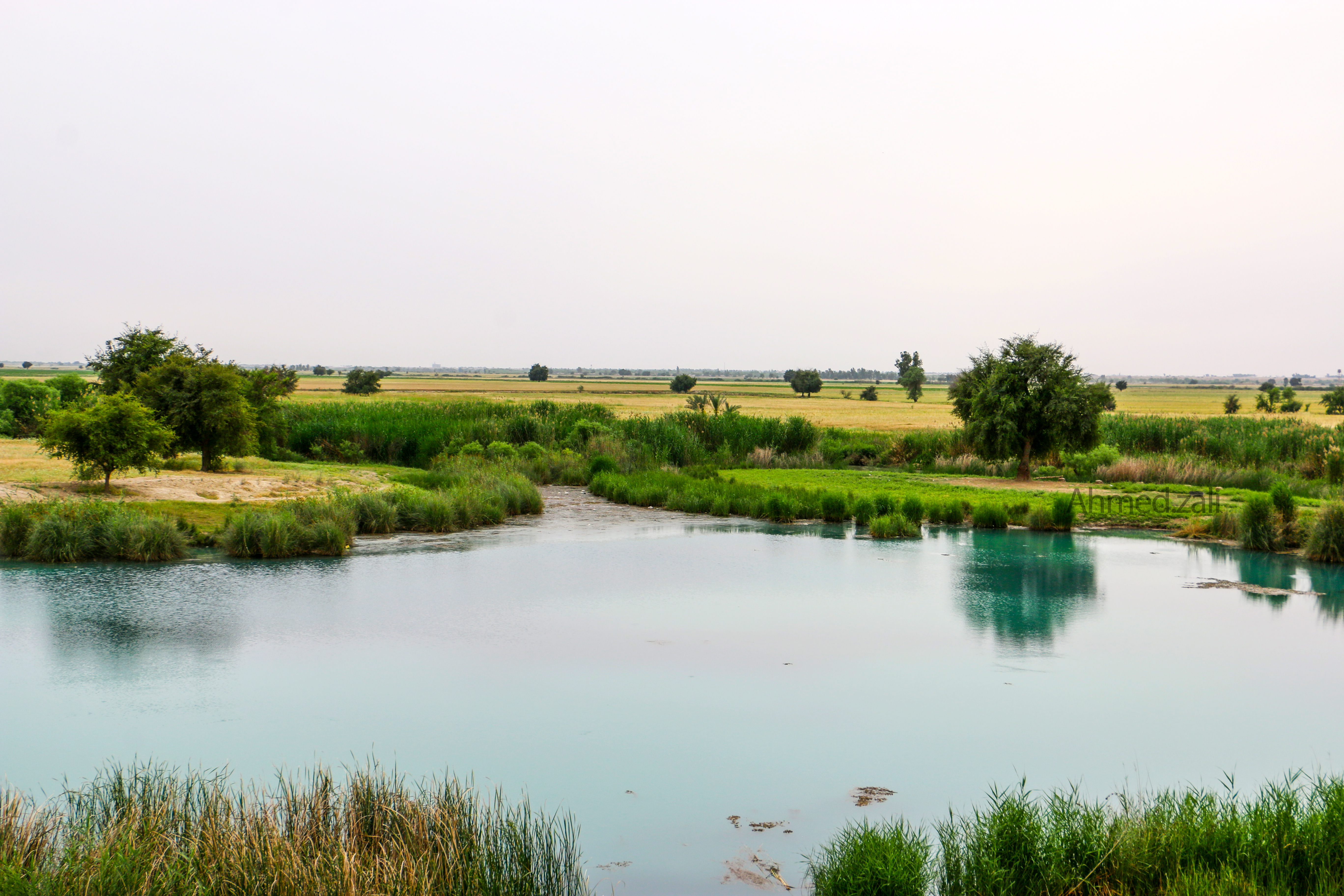
سرچشمه‌های رود شاوور- کارگروه مطالعات انجمن دوستداران شهر و طبیعت شوش

## سدهایروی رودخانه
همان‌طور که اشاره شد، دو سد انحرافی بر روی رودخانه شاوور به نام‌های سد شاوور و سد خیرآباد در میان سال‌های ۱۳۱۴ تا ۱۳۱۹ به منظور بازدهی بیشتر رودخانه احداث گردید.

### سد شاوور
در سال ۱۳۱۶ سد شاوور از نوع سدهای انحرافی بتنی با دریچهٔ فلزی بر روی رودخانه شاوور احداث گردید. این سد از قدیمی‌ترین ابنیه‌های آبی فعال در خوزستان محسوب می‌شود. این سد در ۵۶ کیلومتری شمال شهر اهواز قرار دارد. رسیدن به سد شاوور از مقابل روستای اکیوش در مجاورت جاده اهواز – اندیمشک و از طریق جاده روستای شاوور صورت می‌پذیرد.

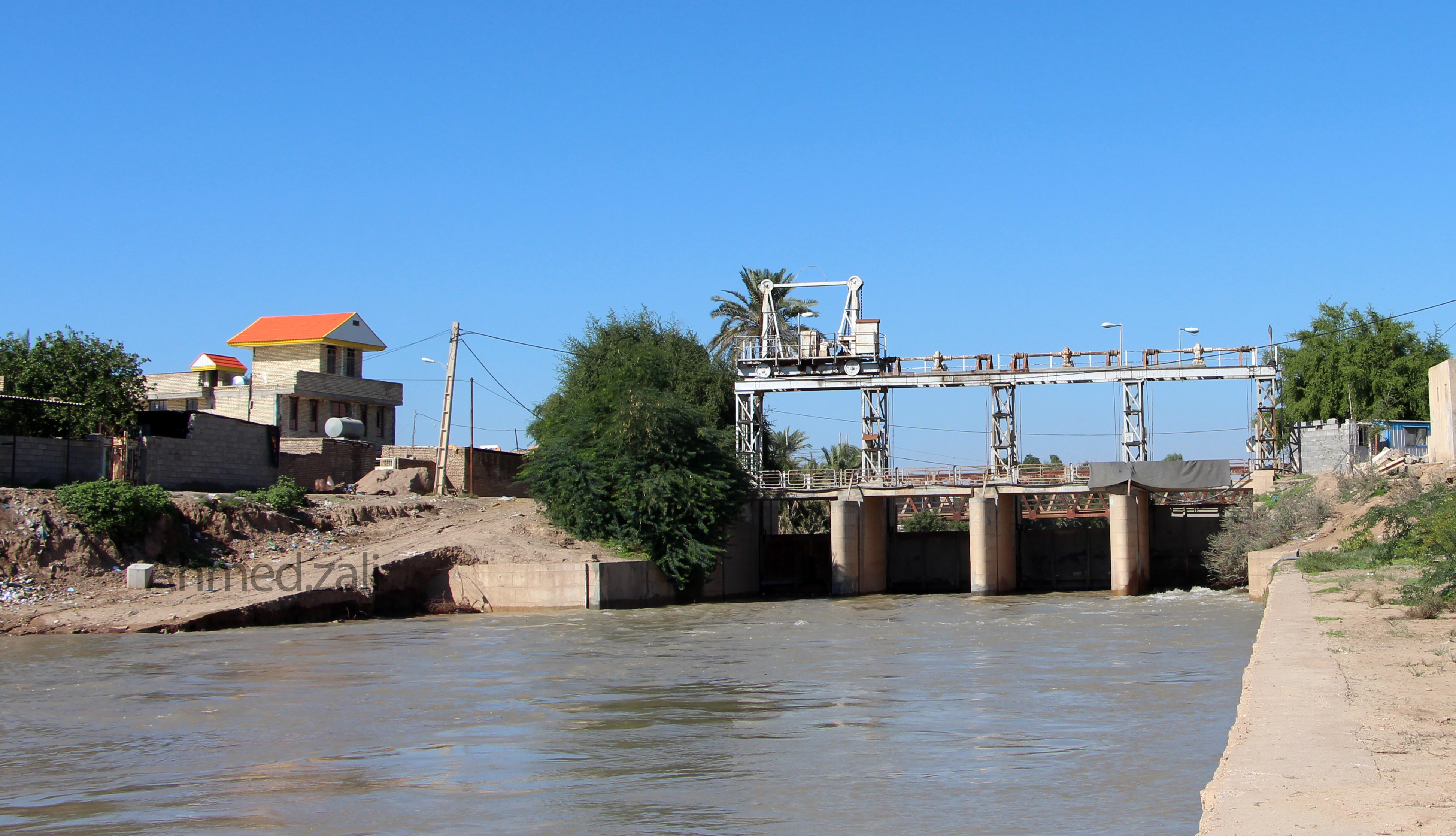
سد شاوور تقریباًدر فاصله ۷۰ کیلومتری از شهر شوش واقع شده است

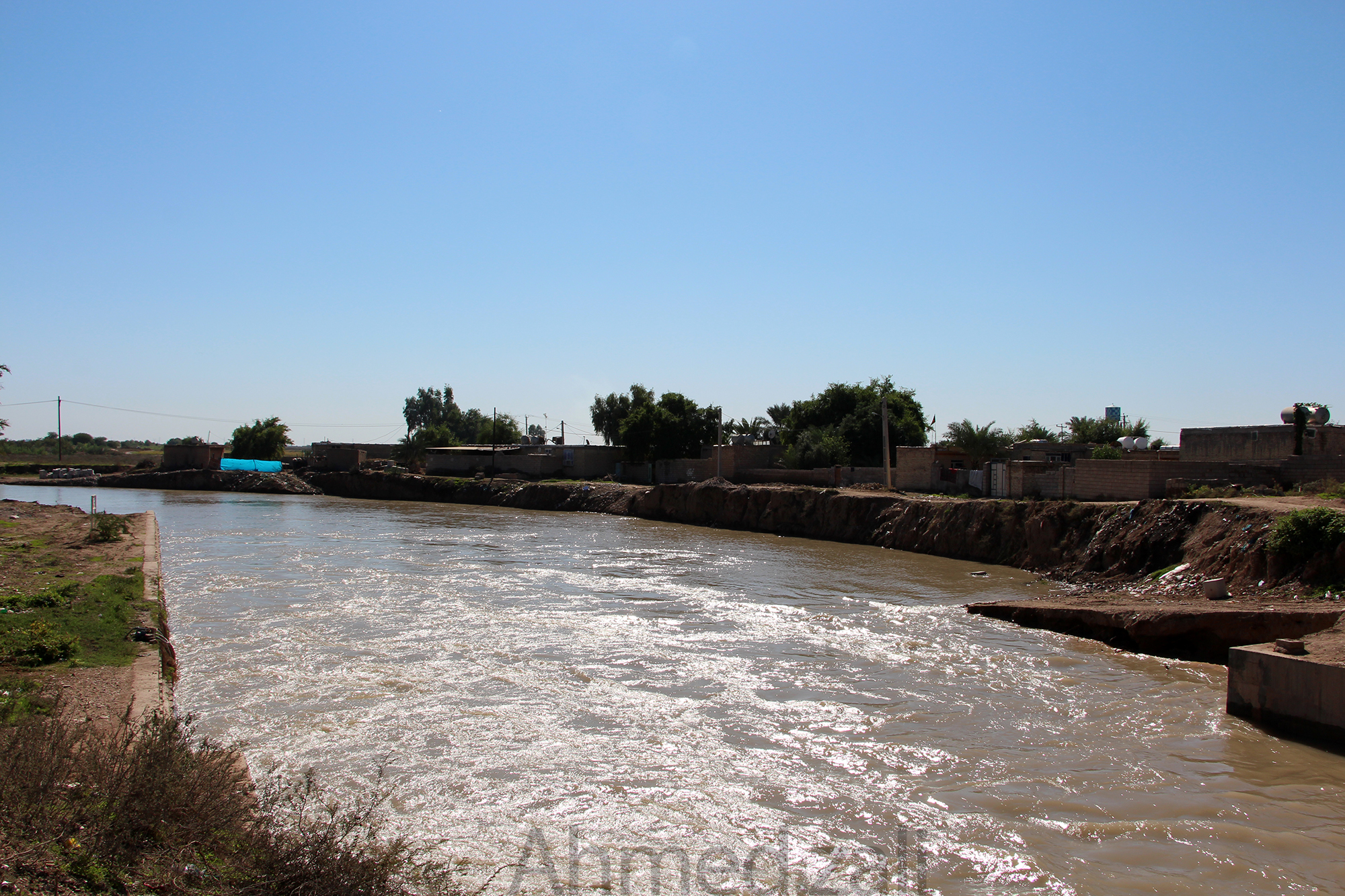
رود شاوور - بعد از عبور از سد شاوور

### سد خیرآباد
در سال ۱۳۱۹ سد خیرآباد از نوع سدهای انحرافی بر روی رودخانه شاوور احداث گردید. سد خیرآباد نیز جز ابنیه‌های آبی فعال قدیمی واقع در خوزستان می‌باشد. این سد در سال ۱۳۱۹ با استفاده ازمصالح سنگی بر رودخانه شاوور احداث گردید. سد خیرآباد در ۹۰ کیلومتری شمال اهواز قرار دارد. رسیدن به سد از مقابل عبدالخان، در مجاورت جاده اهواز – اندیمشک و از طریق جاده روستاهای حسین مشلوش و حسین غلیم امکان‌پذیر است. این سازه درمجاورت روستای حاج حنو قرار گرفته است.
دبی این رودخانه تقریباً ثابت و حدود ۱۵ تا ۲۰ مترمکعب در ثانیه می‌باشد.